# Ed Gein
Edward Gein (27. srpna 1906 La Crosse Couty, Wisconsin – 26. července 1984 Madison, Wisconsin) byl americký sériový vrah. Všeobecně je považován za kanibala a nekrofila, nikdy ovšem tyto praktiky nepřiznal. Policii tyto domněnky vyvracel se slovy „vůbec mi nevoněly“. Ed Gein inspiroval spisovatele i filmaře. Stal se synonymem pro tzv. „vraha od vedle“.

## Život

### Mládí
Narodil se na farmě u Plainfieldu ve Wisconsinu. Vyrůstal s matkou, otcem a bratrem Henrym. Otec byl alkoholik a zemřel v roce 1940. Matka byla panovačná náboženská fanatička, která své syny přinutila zříct se žen. Často je také verbálně napadala a označovala za nicky, které v životě selžou stejně jako jejich otec. Po smrti otce se oba bratři věnovali brigádám a pomocným pracím, Ed se přitom uplatnil především na hlídání dětí v sousedských farmách. Bratr Henry zemřel v roce 1944 při požáru, který společně hasili. Později se objevilo podezření, že ho zabil on sám, aby se nemusel dělit o matku. Bratrova mrtvola totiž ležela na místě, které požár nezasáhl, a hlavu měla posetou modřinami. Jejich matka byla těžce nemocná a zanedlouho zemřela.

### Vykradač hrobů
Přestal se starat o hospodářství a raději četl. O nacistických koncentračních táborech, o sodomii, o bolesti. A hlavně o anatomii. Fascinovala ho ženská kostra a fantazíroval o sexu. Jednoho dne si přečetl o nedávném pohřbu staré dámy. Se svým přítelem Gusem (mentálně zaostalým tulákem, který později skončil v útulku) vykopal mrtvolu staré paní.
Následujících 10 let vykrádal hroby. Bral si jak celá těla, tak jen kusy, které ho zajímaly. Mrtvoly stahoval z kůže, ze které si vyráběl obleky. Ustrojený v kožené „náprsence“ a do ženského skalpu i s kůží z obličeje vycházel v noci ven a tancoval. Ženské genitálie, které získal z vyhrabaných mrtvol, si přivazoval přes své vlastní. Z kostí mrtvol si vyráběl hrubé nástroje a na sloupky své postele si připevnil lebky. Časem ho ale tyto praktiky přestaly vzrušovat. Postupně začal objevovat svou rostoucí touhu stát se ženou. Pomýšlel na operaci, kdy by si nechal změnit pohlaví. Něco takového však úroveň tehdejší medicíny nedovolovala. Své zvrhlé choutky už přestával kontrolovat. Když se Gus dostal do útulku, rozhodl se, že si opatří čerstvé tělo.

### Vraždy
První jeho obětí byla Mary Hogan. Byla to jednapadesátiletá rozvedená žena, která vlastnila motorest nedaleko jeho statku. 8. prosince 1954 přišel do jejího podniku. Vytáhl revolver a zblízka jí prostřelil hlavu. Tělo naložil do své dodávky a odvezl na svůj statek.
Možná zabil i někoho dalšího, každopádně dokázat mu bylo možné až druhou vraždu, kterou spáchal 16. listopadu 1957. Bernice Wordenová vedla železářství na Plainfieldské hlavní třídě. Opět ji zblízka zastřelil a odvezl dodávkou, patřící oběti. Syn Bernice Wordenové, který se vrátil z lovu, nahlásil zmizení své matky. Policie přišla na Eda vyloženě náhodou. V železářství našla stvrzenku na nemrznoucí směs do zámku. Zástupce šerifa si vzpomněl, že mu místní podivín Ed Gein řekl, že bude kupovat nemrznoucí směs. Dále se ptal mladého Wordena, zda půjde na lov. Šerif se zástupcem vyrazili na Geinův statek 11 km od Plainfieldu, aby se ho zeptal na tyto zvláštní náhody.

### Geinův statek
Dům působil neudržovaným dojmem. Gein si prý zapomněl klíče a nemůže se dostat do domu. Šerif a jeho pomocníci vykopli dveře. Byla studená noc a na statku nebyla zavedena elektřina, šerifovi lidé museli sehnat nějaké světlo. Zatímco si místní šerif Arthur Schley prohlížel kuchyň s baterkou v ruce, něco se mu otřelo o rameno. Když vzhlédl, co to bylo, spatřil tělo visící z trámu hlavou dolů, s nohama roztaženýma do stran a s řeznou ránou sahající od pohlaví až k jícnu. Na těle chyběla hlava a pohlavní orgány. Tělo Bernice Wordenové, matky jednoho z jeho zástupců, bylo vyvrženo. V pokojích panoval velký nepořádek. Rozházené knihy, časopisy a všemožné smetí. V domě bylo nedýchatelno. Další objevy byly rovněž hrůzné – dvě holenní kosti, čtyři lidské nosy, miska vyrobená z poloviny lidské lebky, devět „masek smrti“ vyrobených z lidské kůže, deset ženských hlav, peněženka vyrobená z lidské kůže, obal na nůž vyrobený z lidské kůže, několik holínek z lidské kůže, visící lidské hlavy, stínidlo na lampu z lidské kůže, košile vyrobené z lidské kůže, dvě lebky na sloupcích postele, pár lidských rtů visících na niti, úplný ženský oblek zhotovený z lidské kůže, srdce Bernice Wordenové na pánvi na kamnech a lednička plná lidských orgánů. Vše bylo zhotoveno nejméně z 15 ženských těl.
Ed Gein byl shledán duševně nepříčetným. Vše vysvětloval svou nenávistí ke starším ženám, které byly podobné jeho matce. Přiznal se pouze k drancování hrobů. Vraždy, nekrofilii a sodomii odmítal. Ed během celého výslechu nejevil známky lítosti, o vraždách a vykrádání hrobů mluvil s klidem a občas i s humorem. Neměl žádnou představu o obludnosti svých zločinů. V roce 1957 byl umístěn ve Waupun State Hospital pro doživotně odsouzené zločince. Zemřel na rakovinu 26. července 1984 ve věku 77 let. Je pohřben v Plainfieldu. Jeho statek se stal turistickou atrakcí a věci z něj byly prodány v dražbě. V roce 1958 farma vyhořela.

## Další oběti
V roce 1947 zmizela nedaleko Plainfieldu osmiletá holčička. O šest let později se ztratila patnáctiletá dívka. Není jasné, zda je zabil Ed Gein, nebo někdo jiný. Přesto byly v jeho obydlí nalezeny části těl, které nepatřily ani vykopaným tělům, ani dvěma starým ženám, které zastřelil.

## Gein v populární kultuře
- Jeho případu si všiml spisovatel Robert Bloch. V jeho románu Psycho vystupuje obtloustlý majitel motelu Norman Bates, který se převléká za svou matku a trpí schizofrenií. Román zpracoval v roce 1960 režisér Alfred Hitchcock ve svém filmovém hororu Psycho.
- Režisér Tobe Hooper natočil v roce 1974 horor Texaský masakr motorovou pilou inspirovaný některými skutečnostmi z tohoto případu. Vypráví o skupince mladistvých, kteří se dostanou na opuštěnou farmu plnou znetvořených kanibalů. V roce 2003 vznikl stejnojmenný remake.
- Americká thrashmetalová kapela Slayer se inspirovala jeho osudem při komponování skladby „Dead Skin Mask“.
- Verš „...Ed Gein chorý psychopat, Leatherface z Texasu kat“ ze skladby „Vraždící řetězy“ od pražské metalové skupiny Kryptor. Text je inspirován snímkem Texaský masakr motorovou pilou a Edem Geinem.
- V roce 1974 vychází další hororový film vycházející z Geinova příběhu, kanadsko-americký snímek Deranged.
- Jeho ženským převlekem se inspiroval spisovatel Thomas Harris při psaní postavy vraha Buffalo Billa. Kniha Mlčení jehňátek se stala bestsellerem. Stejnojmenný film získal v roce 1992 pět Oscarů.
- V roce 2007 vznikl videofilm Ed Gein: The Butcher of Plainfield.[6]
- Norská aggrotech kapela Combichrist jmenuje ve své písni „God Bless“ (česky „Bůh žehnej“) celou řadu sériových vrahů, mezi nimi je i Edward Gein.[7][8]
- Skladba „Nothing to Gein“ z debutové alba L.D. 50 z roku 2000 od americké kapely Mudvayne byla rovněž inspirována sériovým vrahem a vykradačem hrobů Edwardem Geinem.
- Rakouská kontroverzní horrorbilly kapela Bloodsucking zombies from outer space v čele s frontmanem Richiem Dead Geinem v roce 2005 vydala píseň „Good Old Ed“.
- V roce 2012 se objevil ve druhé sérii seriálu American Horror Story: Asylum. Jeho postava se jmenovala Dr. Oliver Thredson a ztvárnil jej Zachary Quinto. Byl zde zobrazen jako „Bloody Face“ (Krvavá tvář) a zabíjel zde ženy, při jejichž vraždách si nasazoval masku ušitou z lidské kůže.
- V roce 2013 inspiroval režiséra seriálu „Batesův motel“ postavou Normana Batesa (Freddie Highmore).